# Stillwater (villa)
Stillwater es una villa ubicada en el condado de Saratoga en el estado estadounidense de Nueva York. En el año 2000 tenía una población de 1,644 habitantes y una densidad poblacional de 512.8 personas por km².

## Geografía
Stillwater se encuentra ubicada en las coordenadas 43°56′25″N 73°39′2″O / 43.94028, -73.65056.

## Demografía
Según la Oficina del Censo en 2000 los ingresos medios por hogar en la localidad eran de $43,516, y los ingresos medios por familia eran $50,577. Los hombres tenían unos ingresos medios de $35,667 frente a los $27,250 para las mujeres. La renta per cápita para la localidad era de $17,221. Alrededor del 10.8% de la población estaban por debajo del umbral de pobreza.